# Anomala catenatopunctata
Anomala catenatopunctata är en skalbaggsart som beskrevs av Ohaus 1910. Anomala catenatopunctata ingår i släktet Anomala och familjen Rutelidae. Inga underarter finns listade i Catalogue of Life.